# 埃默莉·德·佛瑞斯特
埃默莉·夏洛特-维多利亚·德·佛瑞斯特（1993年2月28日—）是一位丹麦歌手。她代表丹麦参加在瑞典马尔默举办的2013年欧洲歌唱大赛，憑歌曲《只有落泪》共得281分勝出，為丹麥取得下屆賽事的主辦權。
2013年3月25日德·佛瑞斯特签约环球唱片，并于5月份发行首张专辑。

## 早期生活
埃默莉·德·佛瑞斯特生于丹麦兰讷斯，本名埃默莉·恩斯特伦（Emmelie Engström），母亲是丹麦人，父亲英瓦尔·德·佛瑞斯特（Ingvar de Forest）是瑞典人。父母在她年幼时离异，她陪着母亲在瑪麗艾厄长大。她9岁开始唱歌，后来跟從父親的姓氏。14岁时，她开始与苏格兰音乐家Fraser Neill一起演出。2011年，她搬到哥本哈根并开始正式学习唱歌。

## 音乐生涯
德·佛瑞斯特凭借歌曲《只有落泪》参加了2013年丹麦一级音乐大赛并夺冠。随后她代表丹麦参加了瑞典马尔默举办的2013年欧洲歌唱大赛。2013年1月26日，她勝出了國內選拔。
4月14日，德·佛瑞斯特宣布她的首张专辑《只有落泪》将在5月6日推出。該专辑将有12首歌曲，包括原版和交响版本的《只有落泪》。
5月14日，德·佛瑞斯特憑歌曲《只有落泪》第一个入围决赛。5月18日，德·佛瑞斯特共得281分勝出2013年欧洲歌唱大赛。
2013年11月30日，她在欧洲青少年歌唱大赛上现场了自己的获胜歌曲。12月，她获得了由丹麦欧洲一体化促进协会颁发的年度欧洲人物奖（Årets Europæer）。

### 2014-现今：《唤雨者》和第二张专辑
2014年2月7日，埃默莉上传了一段视频，其中谈论了单曲《唤雨者》，并解释了歌名的含义。这首歌也是2014年欧洲歌唱大赛决赛的开场曲。 谈到这首歌时，埃默莉表示“这首歌说的是一个部门的人们聚在一起呼叫唤雨师出手，为他们的土地洒下甘霖，让鲜花重新盛开。但在更高一级层次而言，这首歌还可以代表更多更多的事物——它们聚在一起，相互帮助。”
7月14日，埃默莉宣布单曲《唤雨者》已获得了金唱片认证。8月，埃默莉宣布新单曲《Drunk Tonight》及其MV将于2014年8月18日发售。

## 关于皇家血统的故事
根据埃默莉自己的说法，她从小就听说自己的父亲是爱德华七世私生子的后裔，这样一来她就算是维多利亚女王的曾孙女。丹麦电台在丹麦一级音乐大赛中为她作宣传时一直拿这个故事作为拉票的噱头，但根据欧歌赛官方的说法，这个故事的真实性无法得到证实。

## 音樂作品

### 專輯
| 年份 | 專輯名稱 | 排行榜 | 排行榜 | 排行榜 | 排行榜 | 排行榜 | 備註                                                                |
| 年份 | 專輯名稱 | 丹麥   | 比利時 | 法國   | 瑞典   | 英國   | 備註                                                                |
| ---- | -------- | ------ | ------ | ------ | ------ | ------ | ------------------------------------------------------------------- |
| 2013 | 只有落泪 | 4      | 140    | 91     | 50     | 148    | 2013年5月6日丹麥發行 2013年5月14日全球數位發行 2013年6月7日德國發行 |

### 单曲
主唱作品
| 2013                                                  | 《只有落泪》   | 1 | 47 | 7 | 11 | 5  | 5  | 4 | 3  | 3  | 15 | - 丹麦：2个白金唱片 | 《只有落泪》 |
| 2013                                                  | 《猎人和猎物》 | – | –  | – | –  | –  | –  | – | –  | –  | —  |                     | 《只有落泪》 |
| 2014                                                  | 《唤雨者》     | 1 | –  | – | –  | 58 | 65 | – | 23 | 74 | 73 | - 丹麦：金唱片      | 待定中       |
| 2014                                                  | 《今夜一醉》   | – | –  | – | –  | –  | –  | – | –  | –  | –  |                     | 待定中       |
| 2015                                                  | 《跳房子》     | – | –  | – | –  | –  | –  | – | –  | –  | –  |                     | 待定中       |
| "—"记号表示该单曲并没有或还没有在对应地区发售或上榜。 |                |   |    |   |    |    |    |   |    |    |    |                     |              |

友情献唱
| 年份 | 名称                         | 所属专辑                           |
| ---- | ---------------------------- | ---------------------------------- |
| 2015 | 《野火》 (与Fahrenhaidt合唱) | 《自然要义》("The Book of Nature") |

## 配音
- 2014 – "Ra.One（英语：Ra.One）" (Desi/Dawsal Danish voice-dub)